# Wenn ich einmal der Herrgott wär
Wenn ich einmal der Herrgott wär ist eine deutsch-österreichische Filmkomödie aus dem Jahre 1954 von Anton Kutter mit Hans Holt, Gisela Fackeldey und Gustl Gstettenbaur in den Hauptrollen. Joachim Fuchsberger ist in einer seiner ersten Filmrollen zu sehen.

## Handlung
Dr. Dr. Dr. Paul von Schmerda, ein etwas kauziger und weltfremder Wiener Wissenschaftler, betreibt ein Eheanbahnungsinstitut, das seine Partnersuche auf streng wissenschaftlicher Basis betreibt. Eine mutmaßliche Klientin gerät deshalb mit ihm in Streit, weil sie fest davon überzeugt ist, dass in dieser Angelegenheit noch immer das Herz entscheiden sollte. Kurz darauf verlässt die junge Dame, Gisela Deyler, die sich als Besitzerin einer Werkzeugmaschinenfirma erweist, wütend das Institut Schmerdas. Auch der Institutsleiter ist sauer und geht aus seinem Büro, um Besorgungen zu machen. Schmerdas Sekretär Franzl Bergmüller, der Frau Deyler unter einem falschen Namen willkommen geheißen hatte, erfährt über ihr Autokennzeichen ihren wahren Namen und schleicht sich in ihre Firma hinein. Dort versucht Bergmüller Frau Deyler das Verhalten Schmerdas zu erklären, doch die ist nur genervt von diesem gesamten Eheanbahnungsinstitut, sodass sie Franzl kurzerhand aus ihrem Büro wirft. Das missfällt ihrer Vorzimmerdame Jutta Bärmann, denn der Franzl würde ihr schon gut gefallen.
Am kommenden Wochenende beschließen sowohl Paul und Franzl als auch Gisela und Jutta, einen Erholungskurzurlaub im Salzkammergut zu machen. Unterwegs klaubt Franzl einen Aktenordner des Jahres 1934 mit wichtigem Inhalt auf, der Gisela und Jutta während der Fahrt aus dem unverschlossenen Kofferraum gefallen ist. Im Meldeamt des Urlaubsortes treffen sich Franzl und Jutta zufälligerweise wieder, und Franzl kann ihr den Aktenordner zurückgeben. Was beide nicht wissen ist, dass Schmerda mehrere Seiten entnommen hat und diese, als ihm langweilig wurde, durchblättert. Prompt stößt er auf den Namen Deyler. Gisela Deyler ist zwar froh, dass sich der Aktenordner des Jahres 1934 angefunden hat, aber sie kann das darin erhoffte Schriftstück, das ihr aus einer großen juristischen Klemme heraushelfen soll, nicht finden. Sie kann nicht ahnen, dass ausgerechnet Schmerda dieses Dokument besitzt. Der ist auf Franzl sauer, als er erfährt, dass dieser ein Zusammentreffen mit Gisela arrangiert hat. Der Assistent findet, dass sein Chef und die Fabrikantin trotz der unglückseligen ersten Begegnung im Heiratsbüro gut zusammenpassen. Außerdem wirft er Schmerda an den Kopf, dass dessen Partnervermittlungen, die ja angeblich auf rein wissenschaftlichen Berechnungen beruhen, bislang eh allesamt daneben gegangen seien.
Das allgemeine Liebesdurcheinander nimmt immer mehr an Fahrt auf, denn die von Schmerda an einen Herrn Wimmerl, dem Neffen der Hafnerin, vermittelte Luiserl will diesen zunächst nicht und auch Franzl will in Liebesdingen seinen eigenen Kopf durchsetzen. Dann muss Franzl, der wegen „Fensterlns“ eine Nacht im ortsansässigen Gefängnis verbringen musste und nur dank der Intervention des gleichfalls in Aussee urlaubenden Ministerialrat a. D. Würzinger, dem Onkel Giselas, freikam, eben diesem, einem ehemaligen Juraprofessors Schmerdas, gestehen, dass sein einstiger Musterschüler heute so etwas schnödes wie ein Eheanbahnungsinstitut betreibe, das zu allem Überfluss von großer Erfolglosigkeit gekrönt ist. Auf einer Bergotur treffen Schmerda und Gisela aufeinander und sprechen sich kurz aus. Paul gesteht ihr und der gleichfalls wandernden Jutta, dass er mit seiner Partneranbahnungstheorie falsch lag. Als Schmerda ins Hotel zurückkehrt, hält ihm der alte Würzinger eine ordentliche Standpauke. Dabei kommt auch die missliche Lage zur Sprache, in der Gisela Deyler mit ihrer Firma steckt. Da Schmerda den Sachverhalt aus der 1934er Akte kennt, fällt es ihm nur allzu leicht, dank seines Wissensvorsprungs ihre juristische Vertretung zu übernehmen, um die sie ihr Onkel Würzinger bittet. In nur wenigen Minuten ist Gisela sämtliche juristischen Probleme los. Schließlich steht einem gemeinsamen Glück der beiden nichts mehr im Weg.

## Produktionsnotizen
Wenn ich einmal der Herrgott wär entstand Mitte 1954 im Behelfsatelier im Hotel Wasnerin in Bad Aussee sowie in Bad Aussee, Bad Ischl (Salzkammergut) und Umgebung. Die Uraufführung erfolgte am 17. September 1954 in München. Die Wiener Premiere war am 5. November 1954, die Berliner am 18. Februar 1955.
Adam Napoleon Schneider und Heinz Pollak übernahmen die Produktionsleitung, Sepp Rothauer schuf die Filmbauten. Es singen die Isarspatzen, es spielt das Große Münchner Filmorchester. Fred Rauch schrieb die Liedtexte zu den Kompositionen von Willy Mattes. Die Aufnahmeleitung lag in den Händen von Karl Schwetter und Hans Mayr.
Der österreichische Stummfilmstar Maria Mindszenti trat hier nach über zwei Jahrzehnten Leinwandabstinenz das letzte Mal vor die Kamera. Joachim Fuchsberger singt „Ein Herz voll Musik“.

## Kritik
Im Lexikon des Internationalen Films heißt es: „Ein musikalisch und optisch aufgeputztes Verwechslungslustspiel.“